# Nikolai Iwanowitsch Schamow
Nikolai Iwanowitsch Schamow (russisch Николай Иванович Шамов, wiss. Transliteration Nikolaj Ivanovič Šamov; * 22. August 1936 in Moskau) ist ein ehemaliger sowjetischer Skispringer, der in den 1950er und 1960er Jahren aktiv war. Er nahm an drei Olympischen Spielen teil. Seine größten Erfolge waren je ein Sieg beim Holmenkollen-Skifestival und auf der Innsbrucker Bergiselschanze sowie je ein dritter und zweiter Platz in der Gesamtwertung der Vierschanzentournee.